# Zard Kuh
Zard Kuh (farsi: زردكوه بختياري, trb. Zard Kuh trl. Zard Kūh; IPA: /ˈzɑrd ˈku/; oznacza „Żółta Góra”) – masyw górski w Azji, w zachodnim Iranie, najwyższe wzniesienie gór Zagros, położone w centralnej ich części, wznosi się na 4221 m n.p.m., jego wybitność to 2443 m. Zard Kuh znajduje się w ostanie Czahar Mahal wa Bachtijari, ok. 50 km na zachód od Isfahanu.
Zbudowany z paleozoicznych skał magmowych, dobrze wykształcona piętrowość klimatyczno-roślinna, w najwyższych partiach masywu występują wieczne śniegi i niewielkie lodowce. W pobliżu masywu ma swe źródła rzeka Karun.